# Ivan Liakhov
Pour les articles homonymes, voir Liakhov.
Ivan Liakhov ou Ivan Lyakhov (en russe : Иван Ляхов ; fl. 1770-1775), était un marchand russe qui a exploré de vastes étendues des îles de la Nouvelle-Sibérie au xviiie siècle.
Liakhov a commencé ses explorations en mars 1770 sur des traîneaux à chiens afin d'explorer les îles au large de la côte sibérienne septentrionale rapportées par Iakov Permiakov (en) et Merkouri Vaguine en 1710. Au cours de son périple, il a visité la partie sud des nouvelles îles sibériennes. Les intentions de Liakhov étaient principalement commerciales, car il espérait trouver l'ivoire de mammouth découvert en 1759-1760 par Eterikan. Sa théorie était que les deux îles qu'il avait explorées, et qui portèrent plus tard le nom d'îles Liakhov, et celles qu'il apercevait au loin sans pouvoir l'explorer, étaient principalement formées d'un substrat d'os et de défenses de mammouths.
Liakhov entreprit une autre aventure d'exploration dans les nouvelles îles de Sibérie en 1773-1774. Il a de nouveau visité les îles Liakhov, traversé le détroit de Sannikov et découvert l'île Kotelny.
Liakhov entreprit sa dernière expédition en 1775. Cette fois, ses explorations avaient un fondement scientifique, car il avait amené avec lui un arpenteur-géomètre. Au cours de ce voyage, la grande île Liakhovski (Большой Ляховский) a été minutieusement étudiée et décrite.